# Mad World
Mad World är en låt av det brittiska bandet Tears for Fears. Singeln, som skrevs av Roland Orzabal och sjöngs av basisten Curt Smith, var bandets tredje singel och första låt att nå topplistorna, när den nådde tredje platsen på UK Singles Chart i november 1982. Både "Mad World" och B-sidan "Ideas As Opiates" fanns med på bandets debut-LP The Hurting påföljande år. Sången blev senare Tears for Fears första internationella hit, och nådde topp 40 i flera länder mellan 1982 och 1983.
Nästan två decennier senare blev låten populär igen när kompositörerna Michael Andrews och Gary Jules till filmen Donnie Darko gjorde en mycket långsammare balladliknande cover, som nådde #1 i Storbritannien i december 2003, och blev därefter en internationell hit.

## Bakgrund
Låten skrevs ursprungligen för akustisk gitarr av Roland Orzabal när han var 19 år gammal. Efter att hört Duran Durans Girls on Film på radio var den ett försök att skriva något liknande. På tidiga demoversioner sjöngs låten av Orzabal men han tyckte inte det lät bra och föreslog att Curt Smith skulle sjunga den i stället ”och plötsligt lät den fantastisk”.
Mad World var från början avsedd som b-sida på singeln Pale Shelter men skivbolaget tyckte att låten var för bra. Efter att ha spelats in i en ny version gavs den ut som gruppen tredje singel och den första från det färdiga albumet The Hurting. ”Avsikten var att den skulle ge oss uppmärksamhet och att vi förhoppningsvis skulle bygga upp en liten beundrarskara. Vi hade aldrig en tanke på att den skulle bli en hit. Och det hade inte skivbolaget heller” sade Curt Smith senare.

## Texten
Tears for Fears var i sina texter influerade av Arthur Janovs teorier. Textraden ”the dreams in which I'm dying are the best I've ever had” antyder idén om att intensiva drömmar, exempelvis om döden, är det bästa sättet att bli av med psykologiska spänningar. Låten skrevs när Orzabal bodde ovanpå en pizzeria i Bath och kunde se ut över stadens centrum. ”Inte för att Bath är en galen stad – jag borde ha döpt den till Bourgeois World (”Borgerlig värld”)! ... Texten är ganska löst sammansatt. Den blandar många olika bilder utan att säga något specifikt om världen” har Orzabal förklarat.
Textraden ”Halargian world”, som Curt Smith lade till efter att ha tagit fasta på ett internt skämt i studion, har resulterat i en mondegreen. I den senare coverversionen sjunger Gary Jules ”enlarging the world”.

## Versioner
Singelversionen av Mad World är samma som albumversionen på The Hurting. Det är också samma version på både 7"- och 12"-utgåvan av singeln. Det gjordes bara en remix av låten vid tiden, den något annorlunda World Remix som inkluderades på en dubbel 7"-utgåva och senare på CD-utgåvor av The Hurting. 

## B-sida
B-sidan Ideas as Opiates är en låt inspirerad av Arthur Janov. Låttiteln är tagen från titeln på ett kapitel i hans bok Prisoners of Pain och texten relaterar till primalterapi. Låten är väldigt avskalad med bara piano, trummaskin och saxofon. På 12"-utgåvan av Mad World finns en alternativ, mestadels instrumental, version kallad Saxophones as Opiates. En ny version av Ideas as Opiates inkluderades senare på albumet The Hurting. 

## Video
Videon till Mad World spelades in på sensommaren 1982 och var gruppens första musikvideo. Den visar en dyster Curt Smith som ser ut genom ett fönster och Orzabal som genomför en egendomlig dans vid en sjö utanför. En kort scen skildrar ett födelsedagskalas. Deltagarna i kalaset är vänner och familj till gruppen som de bjudit med till inspelningen, en av kvinnorna i videon är Curt Smiths mor.

## Utgåvor
7" Mercury IDEA 3
1. "Mad World" – 3:32
2. "Ideas as Opiates" – 3:54

7" dubbelsingel Mercury IDEA 33
1. "Mad World" – 3:32
2. "Mad World" (World Remix) – 3:30
3. "Suffer the Children" (Remix) – 4:15
4. "Ideas as Opiates" – 3:54

12" Mercury IDEA 312
1. "Mad World" – 3:32
2. "Ideas as Opiates" – 3:54
3. "Saxophones as Opiates" – 3:54

## Topplistor
| År   | Lista                       | Position |
| ---- | --------------------------- | -------- |
| 1982 | UK Singles Chart            | #3       |
| 1983 | Australian Singles Chart    | #12      |
| 1983 | German Singles Chart        | #21      |
| 1982 | Irish Singles Chart         | #6       |
| 1983 | New Zealand Singles Chart   | #25      |
| 1983 | South African Singles Chart | #2       |
| 1983 | Swiss Singles Chart         | #10      |

## Michael Andrews / Gary Jules version
"Mad World" blev återigen populär nästan tjugo år senare när Michael Andrews och Gary Jules gjorde en cover på den till filmen Donnie Darko från 2001. Medan Tears for Fears version innehöll mycket synt och percussion var Andrews och Jules version betydligt mer avskalad. Istället för mycket bakgrundsmusik bestod den bara av några pianoackord, en cello och lätt användande av en vocoder i refrängen. Versionen släpptes ursprungligen på CD 2002 på filmens soundtrack, men den släpptes senare som en riktig singel. Musikvideon på YouTube, som regisserats av Michel Gondry, har blivit väldigt populär, och den populäraste versionen hade den 23 juni 2017 haft över 109 miljoner åskådare.

### Populärkultur
I slutet av 2006 var en förkortad version av deras cover med i reklamen för tv-spelet Gears of War. Reklamen, som vunnit priser, har krediterats med att ha hjälpt att få låten till #1 på Itunes försäljningstopplista.
Därutöver har singeln varit med i flera reklamer och YouTube-videor, och flera tv-program och serier:
| - Alarm for Cobra 11 - Cold Case - CSI - Dead Like Me - Emmerdale - Cityakuten - FlashForward (Adam Lamberts version) - General Hospital (Adam Lamberts version) | - Glory Daze - House - Jericho - Judging Amy - Las Vegas - Line of Fire - Luther (TV-serie) - Medical Investigation - Nip/Tuck - Psych - Silent Witness | - Smallville - Station X - Supernatural - Tatort - The Cleaner - The L Word - The OC - Third Watch - Without a Trace - Brothers & Sisters |

Andra noterbara framträdanden:
- Spelades under den The Vicar of Dibley-episod där Geraldine Granger använder den för att övertyga de övriga att stödja en aktion vid ett G8-möte.
- Användes under tredje och sista serien av Ashes to Ashes
- På Broadway som avslutningsnummer i Butley med Nathan Lane (2006).
- Trailer till The Crazies (2010).
- Parodi som främjade Battlefield: Bad Company
- Andrews/Jules version användes i en episod av So You Think You Can Dance 2010.